# Міхал Куб'як
Міхал Ку́б'як (пол. Michał Kubiak; нар. 23 лютого 1988, Валч) — польський волейболіст, догравальник, гравець японського ВК «Панасонік Пантерс». Чемпіон світу 2014 і 2018 років у складі національної збірної Польщі. Один із капітанів збірної Польщі.

## Життєпис
Народжений 23 лютого 1988 року в м. Валчі.
Грав за клуби «Маратон» (Свиноустя, 2002—2005), «Джокер» (Піла, 2005—2006), KS PZU AZS (Ольштин, 2006—2007), СК Познань (2007—2008), «Гапоель Іроні» (Hapoel Ironi, Кір'ят-Ата, 2008—2009), «Паллаволо» (Pallavolo, Падуя, 2009—2010), «Варшавська політехніка» (2010—2011), «Ястшембський Венґель» (2011—2014), «Галкбанк» (Анкара, 2014—2016), «Панасонік Пантерс» (Panasonic Panthers, від 2016). У 2018 році на правах оренди виступав за китайський «Beijing BAIC Motors».
У 2018 році разом зі Стефаном Антіґою фінансово допоміг ВК «Париж» (невідомо, які мав дивіденди і чи мав їх узагалі).
У 2021 році стверджував, що має надію привезти олімпійську медаль із Парижу у 2024 році, однак у березні 2022 повідомив, що вирішив завершити виступи за «кадру».

### Досягнення

#### У збірній Польщі
У складі національної збірної Польщі:
- чемпіон світу 2014 і 2018 років
- бронзовий призер Чемпіонату Європи 2021